# Dobreanka, Vîsokopillea
Dobreanka (în ucraineană Добрянка) este un sat în comuna Novovoznesenske din raionul Vîsokopillea, regiunea Herson, Ucraina.

## Demografie
Componența lingvistică a localității Dobreanka
     Ucraineană (97,32%)
     Rusă (2,68%)
Conform recensământului din 2001, majoritatea populației localității Dobreanka era vorbitoare de ucraineană (97,32%), existând în minoritate și vorbitori de rusă (2,68%).